# تری ریورز (اورگن)
تری ریورز (به انگلیسی: Three Rivers) یک منطقهٔ مسکونی در ایالات متحده آمریکا است که در Deschutes County واقع شده‌است. تری ریورز ۱۹٫۵ کیلومتر مربع مساحت و ۳٬۰۱۴ نفر جمعیت دارد و ۱٬۲۷۶ متر بالاتر از سطح دریا واقع شده‌است.